# Uster
Pour les articles homonymes, voir Uster (homonymie).
Uster est une commune suisse du canton de Zurich, située dans le district homonyme. L'importance de la ville d'Uster s'est fortement accrue avec la construction du réseau RER de la communauté de transport zurichoise (ZVV). Avec plus de 36 000 habitants, elle est la troisième plus grande ville du canton. Avec Wetzikon, elle constitue l'un des deux centres de l’Oberland zurichois.

## Géographie
La commune d'Uster s'étend sur 28,53 km2. Lors du relevé de 2013-2018, les surfaces d'habitations et d'infrastructures représentaient 29,0 % de sa superficie, les surfaces agricoles 40,2 %, les surfaces boisées 27,0 % et les surfaces improductives 3,9 %.
La ville d'Uster, principal centre industriel de l’Oberland zurichois, est située au bord du lac de Greifen, à une altitude de 464 mètres. Elle englobe le territoire de onze communes autrefois indépendantes.

Photo aérienne (1971).

## Démographie
Selon l'Office fédéral de la statistique, Uster compte 35 748 habitants fin 2022. Sa densité de population atteint 1253 hab./km2.
| Nationalité         | 31 déc. 2007 | 31 déc. 2008 | 31 déc. 2009 | 31 déc. 2010 | 31 déc. 2011 | 30 nov. 2012 |
| ------------------- | ------------ | ------------ | ------------ | ------------ | ------------ | ------------ |
| Suisse              | 77,67 %      | 77,92 %      | 78,53 %      | 78,67 %      | 78,43 %      | 78,03 %      |
| Allemagne           | 3,90 %       | 4,41 %       | 4,42 %       | 4,53 %       | 4,87 %       | 5,01 %       |
| Italie              | 4,47 %       | 4,31 %       | 4,12 %       | 4,06 %       | 3,94 %       | 3,87 %       |
| Portugal            | 1,46 %       | 1,52 %       | 1,56 %       | 1,55 %       | 1,60 %       | 1,68 %       |
| Serbie / Monténégro | 3,29 %       | 2,81 %       | 2,04 %       | 1,42 %       | 1,19 %       | 0,99 %       |
| Turquie             | 1,13 %       | 1,06 %       | 0,99 %       | 0,94 %       | 0,94 %       | 0,96 %       |
| Kosovo              | -            | -            | -            | 0,76 %       | 0,81 %       | 0,94 %       |
| Macédoine du Nord   | 0,95 %       | 0,88 %       | 0,94 %       | 0,95 %       | 0,91 %       | 0,92 %       |
| Autriche            | 0,71 %       | 0,76 %       | 0,73 %       | 0,76 %       | 0,68 %       | 0,73 %       |
| Espagne             | 0,78 %       | 0,72 %       | 0,67 %       | 0,64 %       | 0,67 %       | 0,69 %       |

## Histoire
Le nom d’Uster est mentionné pour la première fois en 775. La localité passa aux mains de la ville de Zurich en 1474.
Le château a été construit au XIe siècle. Jusqu'en 1534, il fut le siège des barons de Bonstetten. Il a été transformé en prison du district.
L’industrialisation a commencé au début du XIXe siècle, avec les filatures et la fabrication des machines à tisser.
Le 22 novembre 1830, elle fut le théâtre du mémorial d'Uster.

## Économie
- Zellweger Luwa, fabricant de ventilateurs et climatiseurs.
- Uster Technologies, systèmes électroniques de mesure et de tests pour l'industrie textile.
- Implant Design, fabricant de prothèses.

## Écoles
- École japonaise de Zurich.

## Médias
- Zürcher Oberländer, quotidien.

## Culture et patrimoine

### Héraldique
| Blason | Blasonnement : Parti d'argent et de gueules, aux deux fasces d'argent. |

### Monuments et curiosités
- Musée suisse du jazz[7].
- Château[8].
- Église paroissiale réformée, construite en 1823-24.
- Maison Gujer (ou Kleinjogg).

### Manifestations
- Spirit of Music, festival de rock Site du festival.

### Distinctions
- Elle obtient le Prix Wakker en 2001.

## Transports

### Transports publics

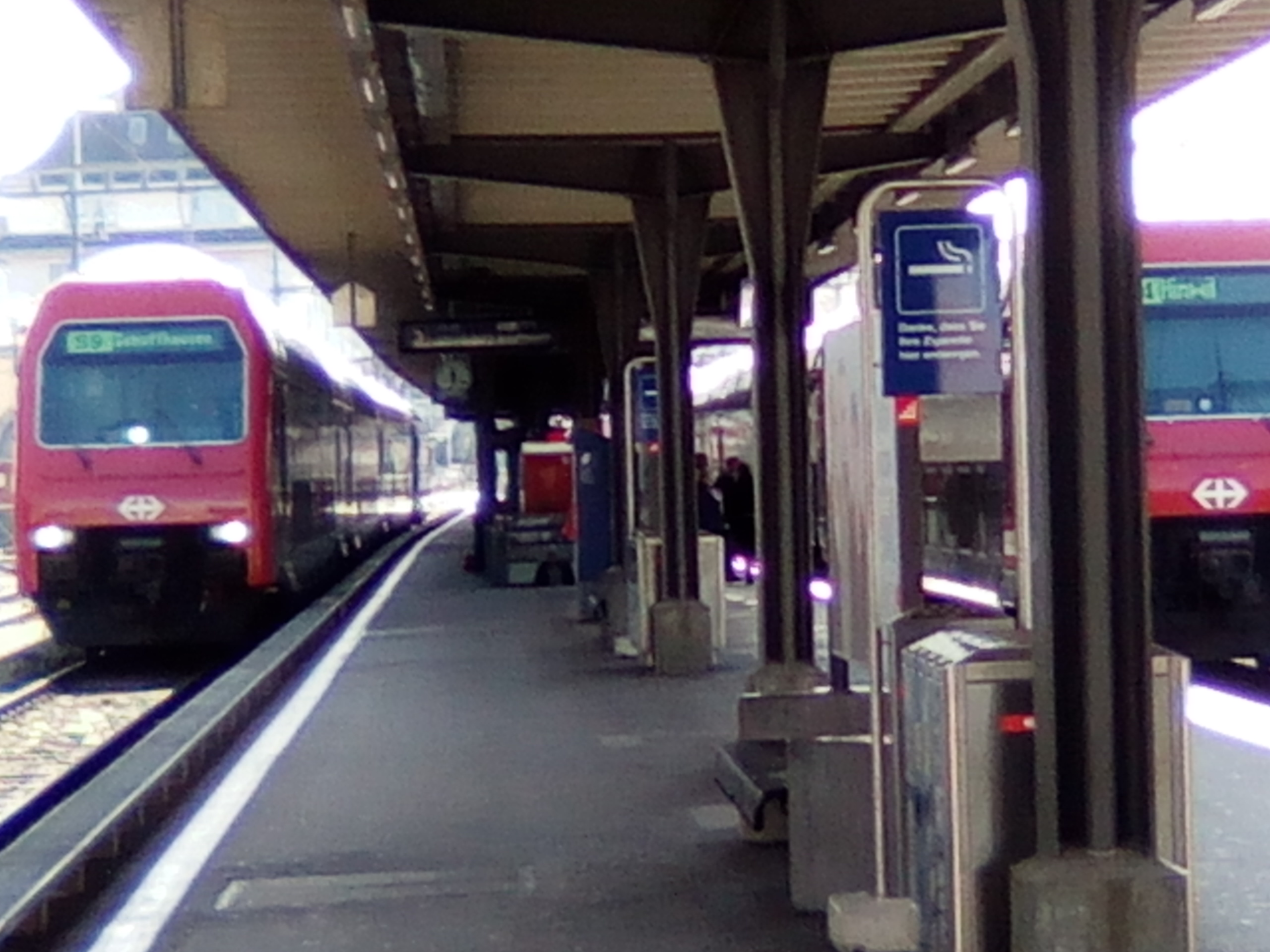
Gare d'Uster, à gauche S9 pour Schaffhouse, à droite S14 pour Hinwil

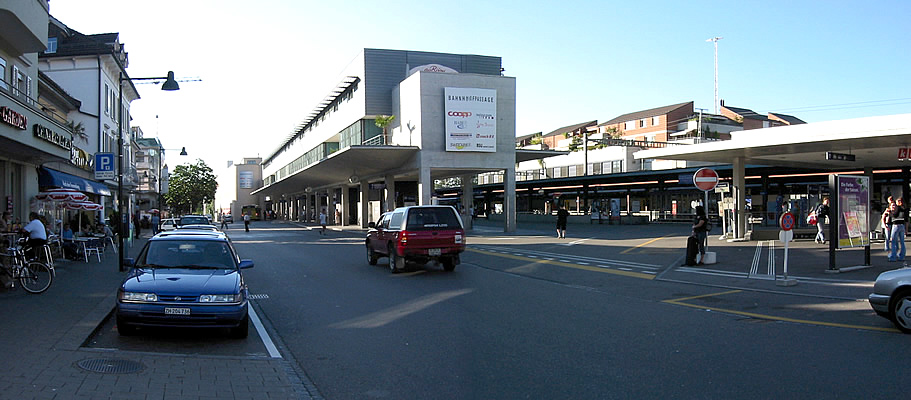
Uster, gare routière près de la gare

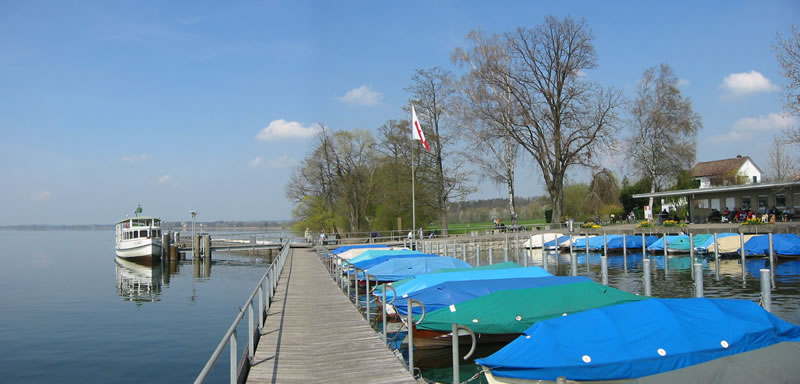
Niederuster, débarcadère et Greifensee

Uster est très bien desservie par les transports publics. Ainsi, les quatre lignes suivantes du RER zurichois passent par Uster :
- S 5 Niederweningen/Rafz – Oberglatt – Zürich HB – Zürich Stadelhofen – Uster – Pfäffikon SZ. Entre Stadelhofen et Wetzikon, le train ne s'arrête qu'à Uster, et les trains ne vont qu'une fois par heure à Niederweningen et à Rafz.
- S 9 Zug – Affoltern am Albis – Zürich HB – Uster.
- S 14 Zürich HB – Wallisellen – Uster – Wetzikon – Hinwil.
- S 15 Affoltern am Albis – Zürich HB – Uster – Rapperswil.

La commune d'Uster comprend également la gare de Nänikon-Greifensee, qui est reliée aux lignes S 9 et S 14.
Le week-end, les lignes de nuit SN5 circulent en outre sur le trajet de la S 5, ainsi que la SN9 avec arrêt à toutes les stations et terminus à Uster. Les différentes lignes circulent toutes les demi-heures, de sorte que huit trains pour Zurich et six trains pour l'Oberland zurichois circulent toutes les heures. Les lignes S 5 et S 15 permettent de rejoindre le centre de Zurich en 14 minutes.
À Uster même, sept lignes de bus locales et six lignes régionales sont à la disposition des voyageurs.
Le lac de Greifen est desservi par le bateau en service régulier Maur-Uster-Maur.

### Transports individuels
L'autoroute de l'Oberland A53, adjacente au nord, dessert la ville avec trois sorties qui débouchent à l'extérieur de la ville sur les trois axes de circulation principaux.

## Personnalités
- Rolf Blättler (1942-2024), footballeur.
- Philippe Montandon (1982-), footballeur.
- Felix Haug, coauteur de The Captain of Her Heart, un succès mondial en 1985.
- Simon van Beek, patineur de vitesse.
- Marco Bayer (1972-), joueur de hockey.
- Heinrich Wild, mathématicien et météorologue.
- Kevin Rüegg (1998-), footballeur professionnel.
- Andreas R. Ziegler (1967-), chercheur et professeur de droit, est né à Uster.